# Vimont (circonscription provinciale)
Pour les articles homonymes, voir Vimont.
Circonscription électorale provinciale du Canada
Vimont est une circonscription électorale provinciale du Québec située dans la région administrative de Laval. Elle comprend les quartiers de Vimont et Auteuil.  

## Historique
La circonscription de Vimont a été créée en 1980, à la suite de la fusion d'anciennes parties des circonscriptions de Fabre et des Mille-Îles. En 1988 elle est réduite quand une partie de son territoire passe dans la circonscription de Laval-des-Rapides. Elle récupère ce territoire dès 1992, mais en cède alors une autre portion à Mille-Îles. En 2001 elle s'agrandit aux dépens de Fabre, mais Mille-Îles s'agrandit encore une fois à ses dépens. En 2011 Vimont subit une importante transformation quand une bonne moitié de son territoire sert à créer la nouvelle circonscription de Sainte-Rose du côté ouest, alors qu'elle s'agrandit d'à peu près autant vers l'est sur Mille-Îles.
Elle est nommée en l'honneur de Barthélemy Vimont, un missionnaire français.

## Territoire et limites
La circonscription couvre la partie du territoire de la ville de Laval située à l'est de la voie ferrée du Canadien Pacifique, au nord de l'autoroute Jean-Noël-Lavoie (440) et à l'est d'une ligne formée de l'autoroute Papineau (19), de l'avenue Papineau, d'une ligne à haute tension et du boulevard Sainte-Marie.

## Liste des députés
| Législature                             | Années       | Député         | Député            | Parti               |
| --------------------------------------- | ------------ | -------------- | ----------------- | ------------------- |
| Vimont Créée depuis Fabre et Mille-Îles |              |                |                   |                     |
| 32e                                     | 1981–1985    |                | Jean-Guy Rodrigue | Parti québécois     |
| 33e                                     | 1985–1989    |                | Jean-Paul Théorêt | Libéral             |
| 34e                                     | 1989–1994    | Benoît Fradet  |                   | Libéral             |
| 35e                                     | 1994–1998    |                | David Cliche      | Parti québécois     |
| 36e                                     | 1998–2001    |                | David Cliche      | Parti québécois     |
| 36e                                     | 2002–2003    |                | François Gaudreau | Action démocratique |
| 37e                                     | 2003–2007    |                | Vincent Auclair   | Libéral             |
| 38e                                     | 2007–2008    |                | Vincent Auclair   | Libéral             |
| 39e                                     | 2008–2012    |                | Vincent Auclair   | Libéral             |
| 40e                                     | 2012–2014    | Jean Rousselle |                   | Libéral             |
| 41e                                     | 2014–2018    | Jean Rousselle |                   | Libéral             |
| 42e                                     | 2018–2022    | Jean Rousselle |                   | Libéral             |
| 43e                                     | 2022–présent |                | Valérie Schmaltz  | Coalition avenir    |

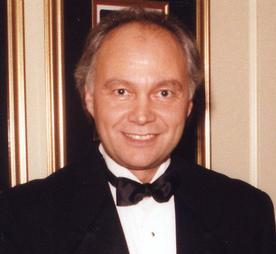
David Cliche est député de Vimont de 1994 à 2002 pour le Parti québécois.
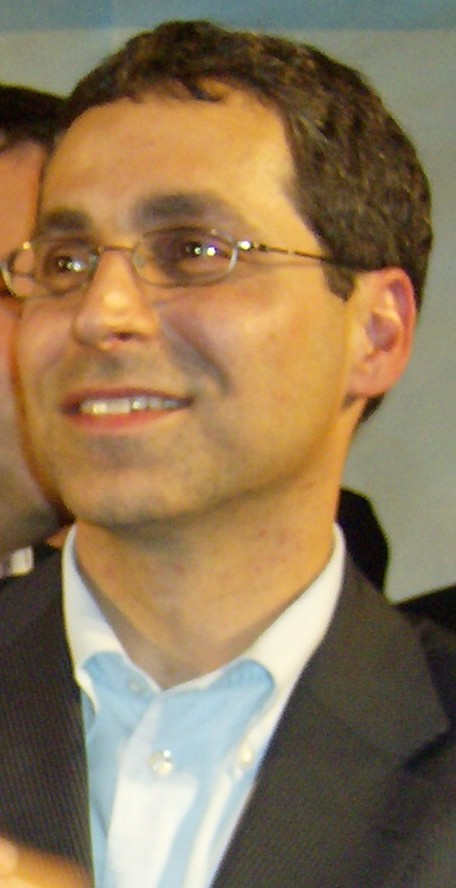
Vincent Auclair est député de Vimont de 2003 à 2012 pour le Parti libéral du Québec.

## Résultats électoraux
| |
| - Parti québécois - Parti libéral - Action démocratique (ancien) - Québec solidaire - Coalition avenir - Parti conservateur |

## Référendums
|  | Référendum                     | % du OUI | % du NON | Taux de participation |
|  | Accord de Charlottetown (1992) | 40,04 %  | 59,96 %  | 87,76 %               |
|  | Référendum de 1995             | 50,01 %  | 49,99 %  | 95,85 %               |